# Philippine National Bank

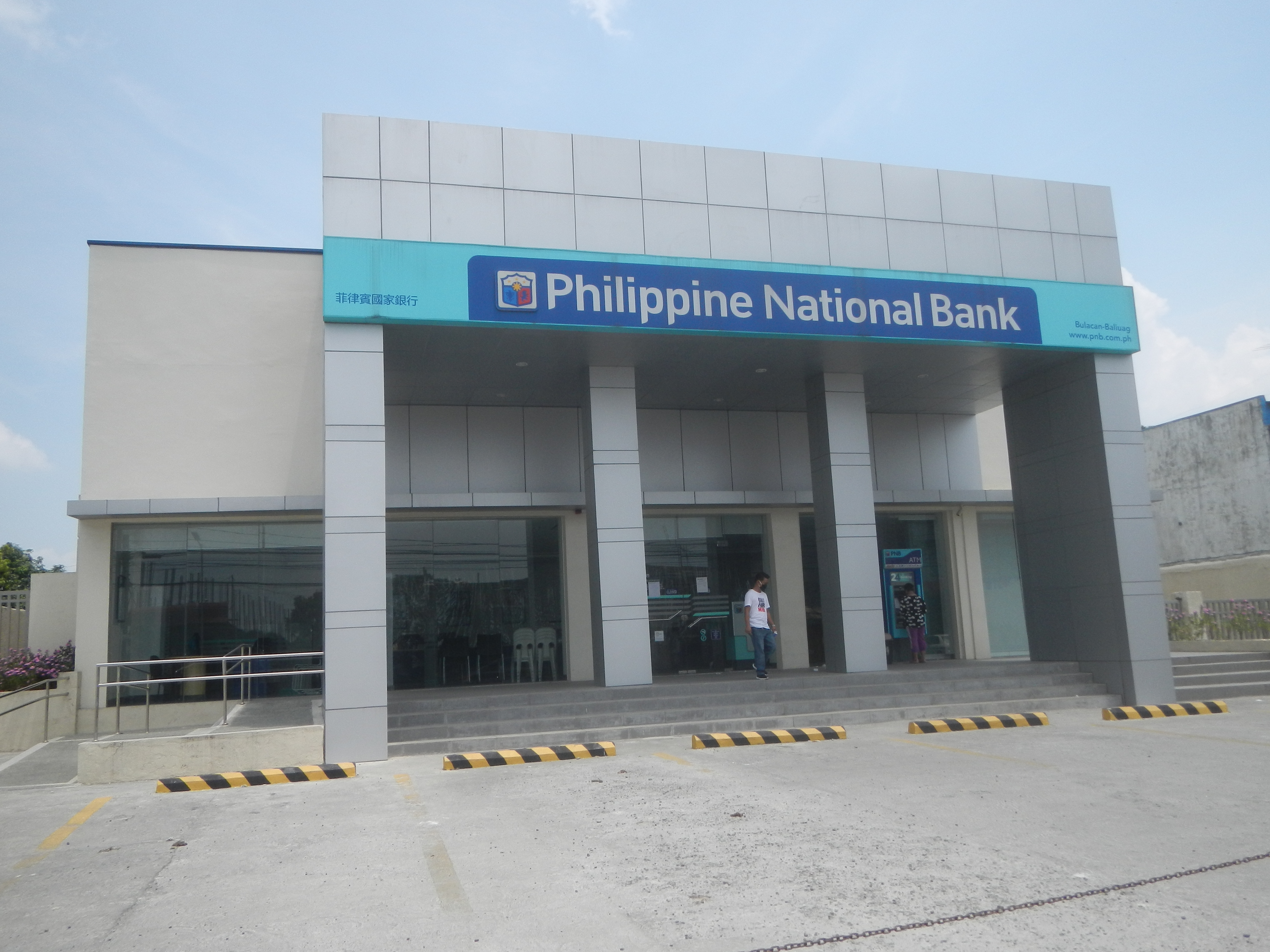
Filiale der Philippine National Bank in Baliwag, Bulacan, Philippinen

Die Philippine National Bank (PNB, Filipino: Bangko Nasyonal ng Pilipinas) ist eine der größten Banken der Philippinen. Sie wurde am 22. Juli 1916 als staatliche Institution gegründet, deren Hauptaufgabe das Anbieten von Finanzdienstleistungen für die philippinische Industrie und Landwirtschaft war und welche die wirtschaftliche Entwicklung des Landes unterstützen sollte.
Es handelt sich bei der Philippine National Bank nicht um die Zentralbank des Landes. Dieses ist die Bangko Sentral ng Pilipinas.
Im Jahr 1989 brachte die philippinische Regierung die Bank im Rahmen einer Teilprivatisierung mit einem Anteil von 30 % an die Börse. Die PNB ist seither an der Philippine Stock Exchange notiert. 1992 folgte eine Zweitplatzierung und 1996 schließlich wurde die Bank von einem Staatsunternehmen in eine private Körperschaft umgewandelt und die Regierung reduzierte ihren Anteil auf 46 %.
1999 dann erwarb eine private Investorengruppe unter der Führung von Lucio Tan 35 % der Philippine National Bank. Im Jahr darauf erfolgte eine Aufstockung dieses Anteils auf über 69 %, womit die Lucio-Tan-Gruppe die Kontrollmehrheit der Bank übernahm. Im Jahr 2013 schließlich fusionierte die PNB mit der ebenfalls zum Tan-Imperium gehörenden Allied Bank und stieg damit, gemessen am Anlagevermögen, zur viertgrößten privaten Bank der Philippinen auf.
Mitte 2016 hatte die Bank 670 Filialen auf den Philippinen sowie 960 über das gesamte Land verteilte Geldautomaten. Hinzu kommen 72 Auslandsstandorte in Europa, Nordamerika, dem Mittleren Osten und Asien – nach eigenen Angaben der PNB so viele Auslandsniederlassungen wie sonst keine andere philippinische Bank. In Europa ist die PNB derzeit mit Niederlassungen in Frankreich, Italien und Großbritannien vertreten. Ein früherer Standort der PNB in Hamburg dagegen existiert heute nicht mehr.